# شنة (الريف الشرقي)
شنة (بالفارسية: شنه) هي قرية تقع في إيران في قسم الريف الشرقي الريفي. يقدر عدد سكانها بـ 666 نسمة بحسب إحصاء 2016.